# 26 d'Andròmeda
26 d'Andròmeda (26 Andromedae) és una estrella de la constel·lació d'Andròmeda. Té una magnitud aparent de 5,30.